# 9472 Брюгге
9472 Брюгге (9472 Bruges) — астероїд головного поясу, відкритий 26 липня 1998 року.
Тіссеранів параметр щодо Юпітера — 3,215.
Названий на честь бельгійського міста Брюгге.